# St. James Theatre (Wellington)

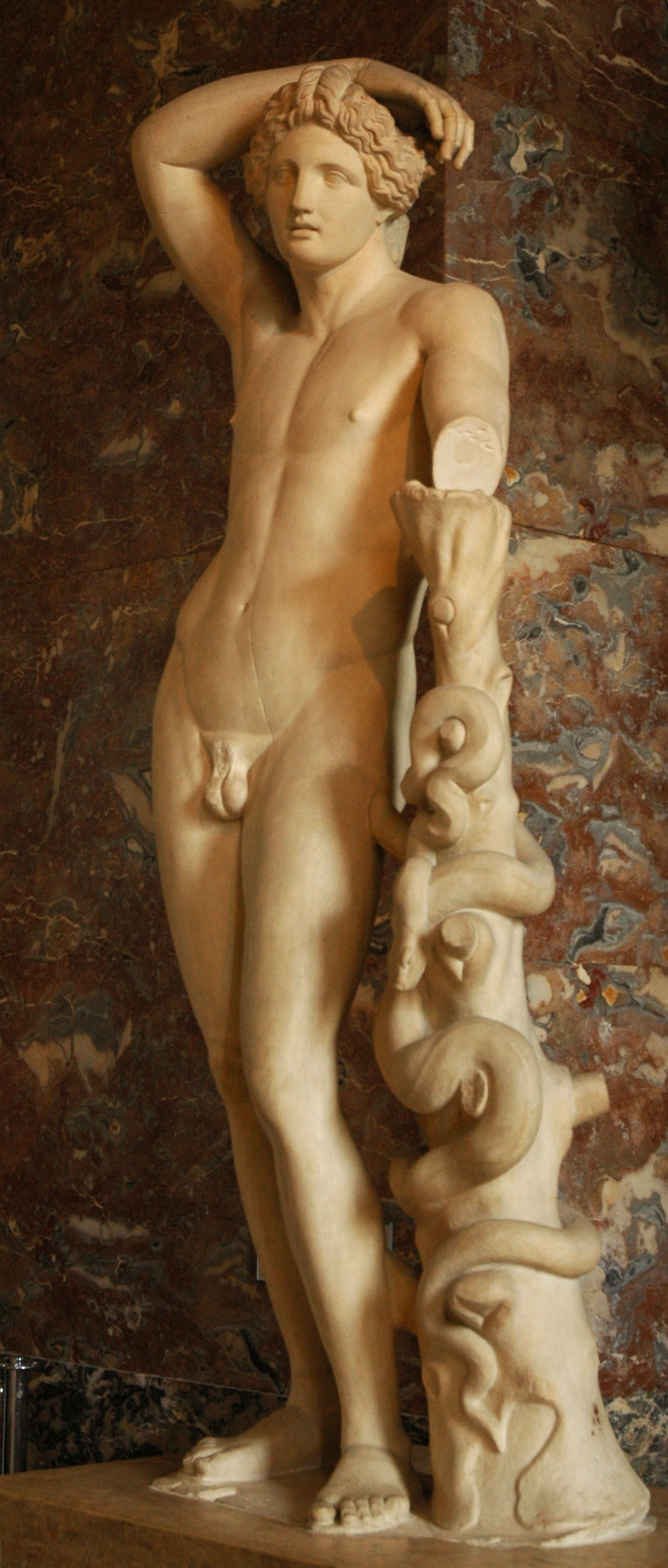
Rzeźba Apollo podobna do tej znajdującej się w St. James Theatre

St. James Theatre, we wcześniejszych latach również Westpac St. James Theatre, później skrócone do St. James – teatr znajdujący się w Wellington, zbudowany w 1912 roku (zaprojektował go Henry Eli White) oraz otwarty 26 grudnia 1912. Teatr jest zlokalizowany w samym centrum stolicy Nowej Zelandii, w rozrywkowej dzielnicy miasta. Budynek ma numer 83.